# Істазія (1984)

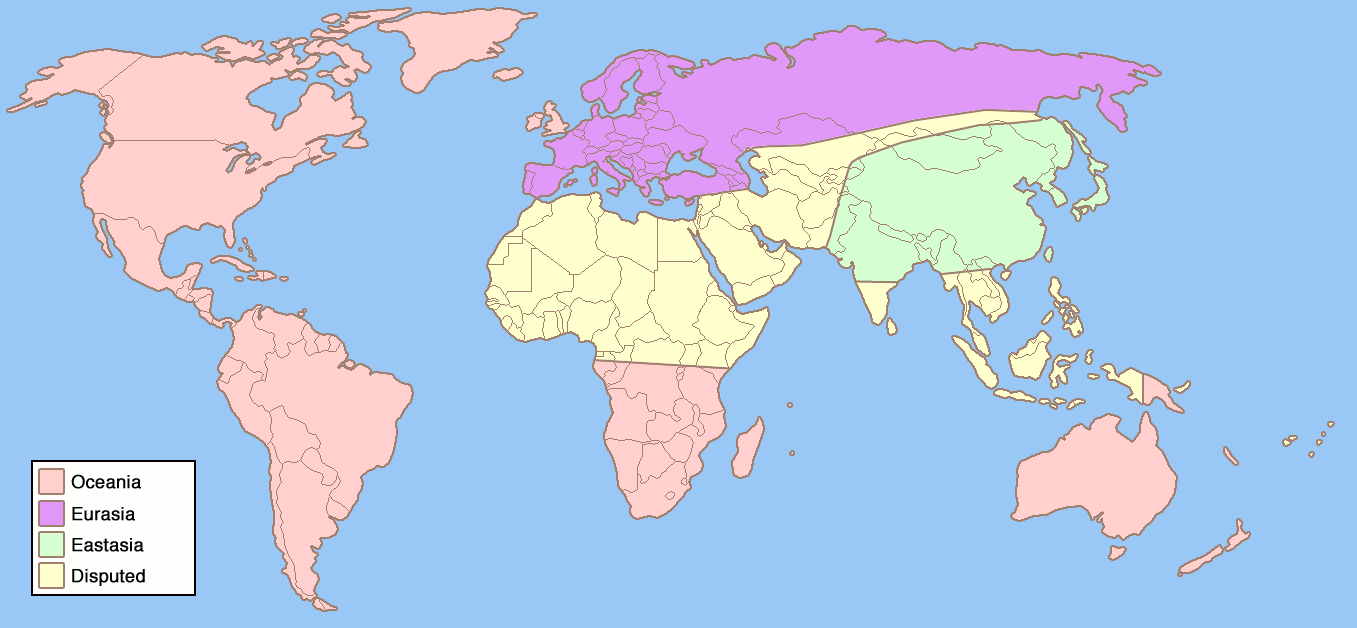
Політична карта світу в романі «1984». Території, які контролює Істазія, позначені салатовим кольором

Істазія або Остазія (англ. Eastasia) — ворожо-дружня держава в художньому романі Джорджа Орвелла «1984». Поряд з Океанією та Евразією, Істазія є постійним геополітичним опонентом або союзником у безперервній війні, яка є головним інструментом контролю над населенням у світі роману.

## Назва
Під назвою «Істазія» Орвелл розумів південно-східну частину Євразії.

## Розташування
Країна займає території Південно-Східної, Південної та Центральної Азії, включаючи території Японії, Росії, Китаю, Індії, Монголії. Це найменша за територією з трьох наддержав, однак вона має найчисельніше населення.

## Геополітика
Протягом більшої частини роману Істазія разом з Євразією виконує роль закадрового противника-союзника та ворога Океанії.  У певний момент, не змінюючи навіть назви газет, держава змінює наратив, стверджуючи, що «Океанія завжди воювала з Істазією» або «завжди була її союзником» — типовий приклад орвелівського поняття «дводумство» (doublethink).

## Ідеологія
Ідеологією Істазії є «обожнення смерті» та культ колективізму, яка відрізняється від ангсоцу (Океанія) та необільшовизму (Євразія), хоча насправді всі три ідеології є майже ідентичними у своїй суті — тотальний контроль, репресії та маніпуляція свідомістю. Істазія використовується Орвеллом як символічне втілення східного деспотизму, зокрема — маоїстського Китаю.